# Maní (Yucatán)
Maní es una pequeña ciudad del estado de Yucatán, en México. Es la cabecera del municipio del mismo nombre. 
En 2010 poseía 4146 habitantes.
La población de Maní se localiza a 90 km al sureste de la ciudad de Mérida, capital del estado mexicano de Yucatán. El municipio de Maní, ubicado en la región central del estado entre los paralelos 20° 21′ y 20° 26′ de latitud norte y los meridianos 89° 19′ y 89° 26′ de longitud, a una altitud de 26 m s. n. m., ocupa una superficie aproximada de 85 km2 . Su terreno es llano y carente en lo que a corrientes de agua superficiales se refiere, por lo que el agua sólo se puede encontrar en sartenejas o aguadas (oquedades del relieve que almacenan el agua de lluvia) y en cenotes (cavernas subterráneas en las que se deposita el agua). con base en el esquema de clasificación climática de Koeppen, el clima que predomina en todo el municipio es cálido subhúmedo (Aw); su temperatura media anual es de 26 °c y su precipitación, entre los meses de mayo a octubre, oscila entre los 1 000 y 1 200 mm. Este municipio limita al norte con el de Mama (Mamita), al sur con Akil, al este con Teabo y al oeste con Dzan.
Desde el 1 de diciembre de 2020 es uno de los siete Pueblos Mágicos de Yucatán.
En el año 2021 recibió el distintivo de Best Tourism Village, un galardón de prestigio internacional que celebra las buenas prácticas en materia de preservación y sostenibilidad turística que se han implementado en este bello poblado del sureste mexicano, siendo así el primero del Estado de Yucatán en recibir este distintivo reconocimiento.

## Historia
El Poblado de Maní es una tierra mágica que remonta los inicios de su nombre a la lengua maya "Lugar donde todo pasó" o "Manik". Maní, que había sido fundado entre 1224 y 1247 por el linaje Xiu, se convirtió en el batabil (pueblo cabecero) del cuchcabal del mismo nombre.
Los Xiu adquirieron estatus y prestigio sobre el resto de los linajes yucatecos cuando derrotaron a los Cocom en Mayapán. En vísperas de la conquista española, Maní era entonces el cuchcabal más importante de la península de Yucatán debido a su trascendencia política, la amplia extensión de su territorio y su gran densidad demográfica.
Durante los primeros años del periodo colonial, en Maní tuvo lugar uno de los autos de fe más conocidos de la inquisición en México.
Es un lugar en el que el visitante siente como si el tiempo se hubiese detenido, es conocido por la arquitectura reflejada en la iglesia y antiguo convento de San Miguel Arcángel, que data el siglo XVI. Los artesanos locales se dedican a confección y bordados de blusas, hipiles y ternos.

## Geografía física

### Clima
Tiene un clima cálido-subhúmedo con lluvias en verano. Su temperatura media anual es de 26. 1 °C, y tiene una precipitación pluvial media anual de 73 milímetros. Predominan los vientos procedentes del sureste.

## Meliponarios
En el Pueblo Mágico de Maní tiene alrededor de 30 meliponarios en donde podrás encontrar un espacio sagrado y ancestral que resguarda a las abejas meliponas (Melipona beecheii) en colmenas para la cosecha y la recolección de su miel al igual que su polen.

### La abeja Melipona
La abeja oriunda de la península de Yucatán, una de sus características más destacables es la falta de aguijón. La miel que está abeja produce contiene propiedades curativas por lo mismo se le tiene en muy alta estima en toda la región sur. 

## Patrimonio cultural inmaterial

### Convento de San Miguel Arcángel
En 1549 comenzó la edificación del convento de San Miguel Arcángel en Maní, Yucatán. En tan sólo pocos años fueron construidos sus principales espacios arquitectónicos, ya visibles hacia finales de la década de 1580; además, se le hicieron algunas modificaciones durante los siglos XVII y XVIII. con el paso del tiempo, las condiciones climáticas y otros factores característicos tanto del contexto histórico y político, como del proceso de evangelización en la región, el convento perdió su importancia y fue abandonado hasta casi arruinarse a mediados del siglo XIX. A pesar de ello, el actual ex convento de Maní subsiste hasta nuestros días; es un típico ejemplo de arquitectura virreinal mendicante del siglo XVI, cuya iglesia aún permanece abierta al culto católico y es un monumento histórico que, admirado por el turismo, ha sido recientemente intervenido para ser convertido en museo. Palabras clave: iglesia, convento, capilla, Maní, Yucatán, Xiu. El monasterio ha sido objeto de restauraciones desde 2001

### Gastronomía.
Además de los platillos típicos de la región como relleno negro, relleno blanco y escabeche, entre otros, en el pueblo Mágico de Maní encontrarás el Poc Chuc consta de carne de cerdo fileteada y esta es marinada con jugo de naranja agria, ajo y pimienta para posteriormente ser asado al carbón, frijoles, rábanos y aguacate.
Para el antojo dulce no dejes de probar la yuca con miel, calabaza melada, camote con coco, cocoyol en almíbar, mazapán de pepita de calabaza, melcocha, entre otros.

## Economía
En el municipio de Maní se practica la agricultura: henequén, maíz y fruticultura. La actividad ganadera es también importante. En la ciudad se fabrican hamacas y otras artesanías.

## Fiestas
Cada año, del 15 al 24 de agosto, los habitantes  de Maní organizan una fiesta en honor a la virgen de la Asunción. El 2 de febrero se celebra a la Virgen de la Candelaria.

## Demografía
En 2020, la población en Maní fue de 5,968 habitantes (49.3% hombres y 50.7% mujeres). En comparación a 2010, la población en Maní creció un 13.7%.